# آمنة بلحاج يحيى
آمنة بالحاج يحيى ولدت يوم 30 سبتمبر من سنة 1945، هي كاتبة تونسية وأستاذة جامعية في الأدب الفرنسي. حاصلة على الكومار الذهبي لسنة 2012. 

## حياتها
نشأت في أسرة غنية ومتدينة. تابعت دراساتها العليا بفرنسا، حيث درست هناك الفلسفة. كما تحصلت على الشهادة الجامعية في اختصاص الفلسفة بجامعة السربون. ثم 
التحقت بمدرسة الدكتوراه تحت إشراف المستشرق الفرنسي جاك بيرك، لكنها لم تكمل مشوارها الدراسي نظرا لأحداث شهر ماي سنة 1968 التي حدثت بجامعة باريس.
بعد ذلك، درست الفلسفة لبضع سنوات في تونس قبل أن تصبح أكاديمية تونسية في العلوم والأداب والفنون.
 
قبل أن تصل إلى مرحلة الكتابة والتأليف. نشطت في حركة تحرير المرأة والرابطة التونسية لحقوق الإنسان، في سنة 2014 أصدرت كتاب يحمل عنوان تونس... أسئلة إلى بلدي، وكان هذا الكتاب نتاجا للثورة التونسية سنة 2011.

## المؤلفات
- الزمن المحدود باريس (1991)
- الطابق الخفي باريس (1996)
- تشارجر باريس (2000)
- النافذة المفتوحة بمشاركة ليلى صبار رجاء بن شمسي، ميساء باي وسيسيل أومهاني تونس ص 25-43.
- أحمر الشفاه وكعكة الشوكولاتة في الطفولة التونسية،صوفي بسيسو ليلى صبار، تونس، 2010، ص 55-66
- لعبة الاشرطة  ، تونس، 2011 ، كتاب متحصل على جائزة كومار الذهبية لسنة 2012
- تونس... أسئلة إلى بلدي، باريس، 2014